# Friedhofskapelle (Rehbach)

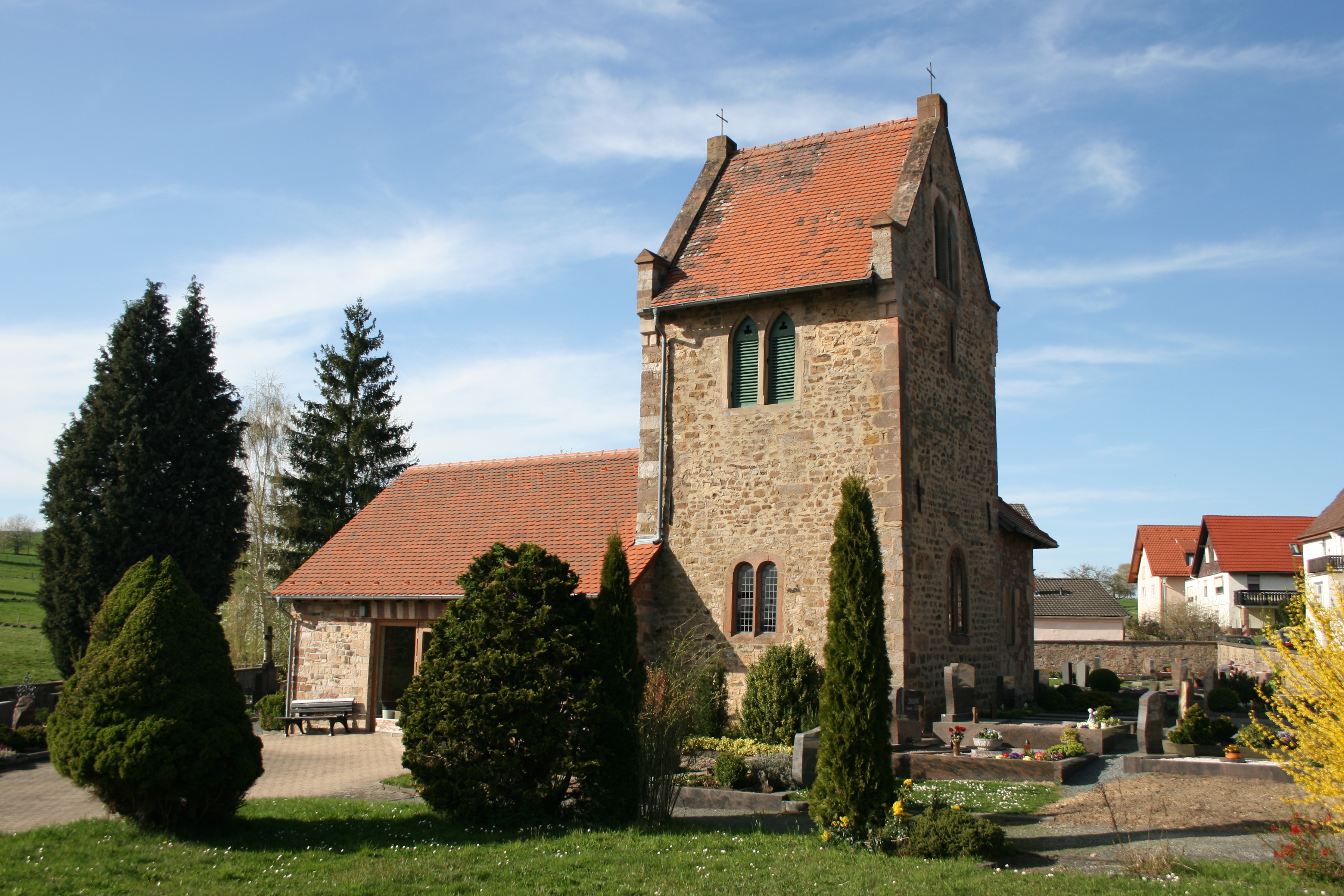
Friedhofskapelle (Rehbach)

Die denkmalgeschützte Friedhofskapelle ist eine ehemalige Pfarrkirche aus der Mitte des 13. Jahrhunderts, die in Rehbach steht, einem Ortsteil der Gemeinde Michelstadt im Odenwaldkreis in Hessen.

## Beschreibung
Die Friedhofskapelle Rehbach wurde im Jahr 1113 als Besitz des Klosters Steinbach bezeugt und ist seit dem 13. Jahrhundert als Pfarrkirche ausgewiesen. Im weiteren Verlauf wurde sie den Johannitern von Ober-Mossau unterstellt und mit der Einführung der Reformation war sie eine Filiale von Michelstadt. Der im Kern romanische Chorturm, welcher der einzige Rest der alten Kirche ist, wurde um 1500 stark verändert. Aus dieser Zeit stammt das Sterngewölbe im Erdgeschoss mit den Wappen Erbachs und des Johanniterordens in den Schlusssteinen. Mitte des 16. Jahrhunderts wurde an den Chorturm eine Sakristei angebaut, die innen mit einem Kreuzrippengewölbe überspannt ist und mit einem sogenannten Eselsrückenfenster ausgestattet ist. Das Langhaus wurde nach 1815 abgebrochen. Es wurde erst in jüngster Zeit als Leichenhaus wieder aufgebaut. Im Jahr 1854 konnten drei Steinsärge geborgen werden, welche in das 12. Jahrhundert datiert wurden und das hohe Alter der Friedhofskapelle bestätigen. Ein Satteldach wurde im Jahr 1860 auf dem Chorturm aufgesetzt. Im Außenbereich der Kapelle ist der Friedhof angelegt den eine aus Bruchsteinen erbaute Mauer vollständig umschließt.
Im Denkmalverzeichnis des Landesamts für Denkmalpflege Hessen ist die Friedhofskapelle Rehbach als Kulturdenkmal aus geschichtlichen und künstlerischen Gründen eingetragen.